# Capitellina
Capitellina es un género de foraminífero bentónico considerado un sinónimo posterior de Lagena de la familia Lagenidae, de la superfamilia Nodosarioidea, suborden Lagenina y del orden Lagenida. Su especie-tipo era Capitellina multistriata. Su rango cronoestratigráfico abarcaba el Holoceno.

## Clasificación
Capitellina incluía a la siguiente especie:
- Capitellina multistriata